# Jean Fayard

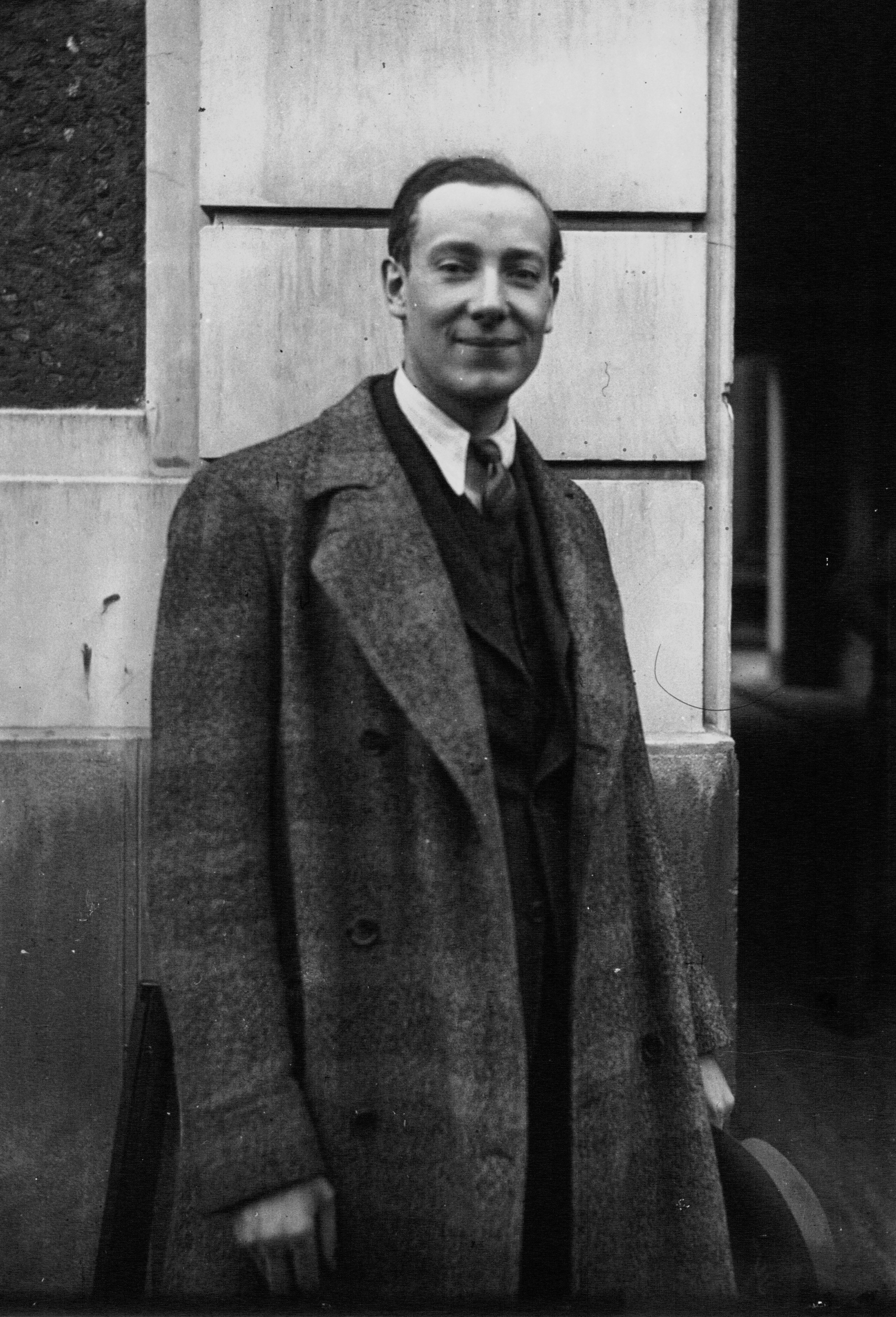
Jean Fayard bei Erhalt des Prix Goncourt 1931

Jean Fayard (*  24. Januar 1902 in Paris; † 26. September 1978 in Dinan) war ein französischer Schriftsteller, Journalist und Verlagsleiter.
Fayard war der Enkel des Gründers der Éditions Fayard und übernahm nach dem Tod seines Vaters Joseph-Arthème Fayard (1866–1936) selbst die Verlagsleitung. Im selben Jahr verkaufte er die von seinem Vater gegründete Zeitschrift Je suis partout an deren Redakteure (später war sie eine Zeitschrift der Rechtsextremen und der Kollaboration).  Im Juli 1940 gründete er die Zeitschrift Quatorze juillet in London, die als erste Veröffentlichung des freien Frankreich gilt. Er kehrte aber noch im selben Jahr nach Paris zurück.
1931 erhielt er für seinen Roman  Mal d'amour den Prix Goncourt (obwohl im selben Jahr in Konkurrenz der Roman Nachtflug von Antoine de Saint-Exupéry erschien).

## Werke (Auswahl)
- Deux ans à Oxford? Impr. F. Paillart, 1924
- Dans le monde où l'on s'abuse, Arthème Fayard, 1925
- Journal d'un colonel, Éditions de la nouvelle revue française, 1925
- Trois quarts de monde: roman, Artheme Fayard, 1926
- Oxford et Margaret, A. Fayard, 1928
- Madeleine et Madeleine, Gallimard, 1928
- Bruxelles, Émile-Paul frères, 1928
- Mal d'amour, Fayard 1931
  - Deutsche Ausgabe: Liebesleid, Piper 1933
- Mes Maitresses, A. Fayard, 1941
- Roman, A. Fayard, 1945
- Lycée de jeunes filles, in: L'Allemagne sous le Croix de Lorraine, „Les Oeuvres Libras“, 1945
- La guerre intérieure, Stock, 1974,
- Je m'éloigne, Plon, 1977 (erhielt den Prix Louis Barthou der Académie francaise)